# Фитна (кратер)
Фитна (лат. и англ. Fitnah) — 16-километровый ударный кратер на поверхности луны Сатурна — Энцелада. Координаты центра — 45°04′ с. ш. 290°38′ з. д. / 45,06° с. ш. 290,63° з. д. Этот кратер — девятнадцатый по величине на Энцеладе, его диаметр составляет 16,5 км. Кратер подвергался релаксации поверхности после удара. Название кратера получило официальное утверждение в 2006 году. Назван в честь Фитны — сестры главного героя «Рассказа о Ганиме ибн Айюбе» из сборника Тысяча и одна ночь.